# Peyre en Aubrac
Peyre en Aubrac község Franciaország Okcitánia régiójában, Lozère megyében. Új községként 2017. január 1-jén jött létre hat korábbi község: Aumont-Aubrac, La Chaze-de-Peyre, Fau-de-Peyre, Javols, Sainte-Colombe-de-Peyre és Saint-Sauveur-de-Peyre egyesítésével.

## Népesség
| Lakosok száma | 2348 | 2287 | 2287 | 2291 | 2295 | 2300 | 2304 |
|               | 2015 | 2017 | 2018 | 2019 | 2020 | 2021 | 2022 |